# Karl-Åke Asph
Karl-Åke Asph, född 2 februari 1939 i Avesta, är en svensk tidigare idrottsman. Han blev känd som en av Dalarnas mest mångsidiga idrottsmän under 1960-talet, tävlande för IFK Mora. Han var elitidrottsman i såväl orientering, långdistanslöpning som längdskidåkning. Som löpare höll han svensk elitklass och vann han bland annat Lidingöloppet 1967. Hans största idrottsmeriter har han från längdskidåkningen. Han vann guld i stafett 4 x 10 km vid vinter-OS 1964 i Innsbruck, där han körde första sträckan i det svenska laget bestående av Asph, Sixten Jernberg, Janne Stefansson och Assar Rönnlund. 1966 ingick Asph i det svenska stafettlag som blev fyra i VM-stafetten på 4x10km. Han tog också två individuella SM-brons, vann åtta lag SM-guld med Mora och Vasaloppets lagtävling 1968 med Mora. Hans bästa individuella placering i Vasaloppet är en sjundeplats 1968.
Han utbildade sig till idrottslärare vid GIH i Stockholm och arbetade till pensionen som idrottslärare i Mora. Han har också talang som hantverkare och har byggt flera hus på egen hand i Orsatrakten där han här bosatt. 